# Phlebia pellucida
Phlebia pellucida är en svampart som beskrevs av Hjortstam & Ryvarden 1988. Phlebia pellucida ingår i släktet Phlebia och familjen Meruliaceae.   Inga underarter finns listade i Catalogue of Life.